# Сольнічка (Требішов)
Сольнічка (словац. Soľnička) — село в окрузі Требішов Кошицького краю Словаччини. Площа села 6,16 км². Станом на 31 грудня 2016 року в селі проживало 227 жителів.

## Географія
Протікають річка Латориця і Західний лелеський канал.

## Історія
Перші згадки про село датуються 1332 роком.

## Населення
| Рік:            | 1994. | 2004.   | 2014.   | 2024.   |
| --------------- | ----- | ------- | ------- | ------- |
| Кількість осіб: | 242   | 246     | 237     | 247     |
| Різниця:        |       | +1,65 % | -3,65 % | +4,21 % |

| Рік:            | 2023. | 2024.   |
| --------------- | ----- | ------- |
| Кількість осіб: | 242   | 247     |
| Різниця:        |       | +2,06 % |